# Embaixador dos Estados Unidos na França
O Embaixador dos Estados Unidos na França (em inglês:  United States Ambassador to France) é o representante oficial do Presidente dos Estados Unidos junto ao chefe de estado da França. Desde a Revolução Americana houve um embaixador dos Estados Unidos na França. Os Estados Unidos enviaram seu primeiro diplomata (Benjamin Franklin) para a França em 1776, no final da dinastia Bourbon de quatro séculos de existência. As relações diplomáticas dos Estados Unidos com a França continuaram ao longo de cinco regimes republicanos franceses, dois períodos imperiais franceses, a restauração francesa e sua monarquia de Julho. Após a Batalha de França os Estados Unidos mantiveram relações diplomáticas com a França de Vichy até a França rompê-las na Operação Tocha em novembro de 1942; a embaixada foi reaberta em dezembro de 1944.
A atual embaixadora dos Estados Unidos na França é Jamie McCourt, nomeada pelo presidente Donald Trump.

## Lista de embaixadores dos Estados Unidos em Paris

### Enviados dos Estados Unidos para a França
- Benjamin Franklin, Arthur Lee, Silas Deane (substituído por John Adams em 1778) dezembro de 1776 – 1779

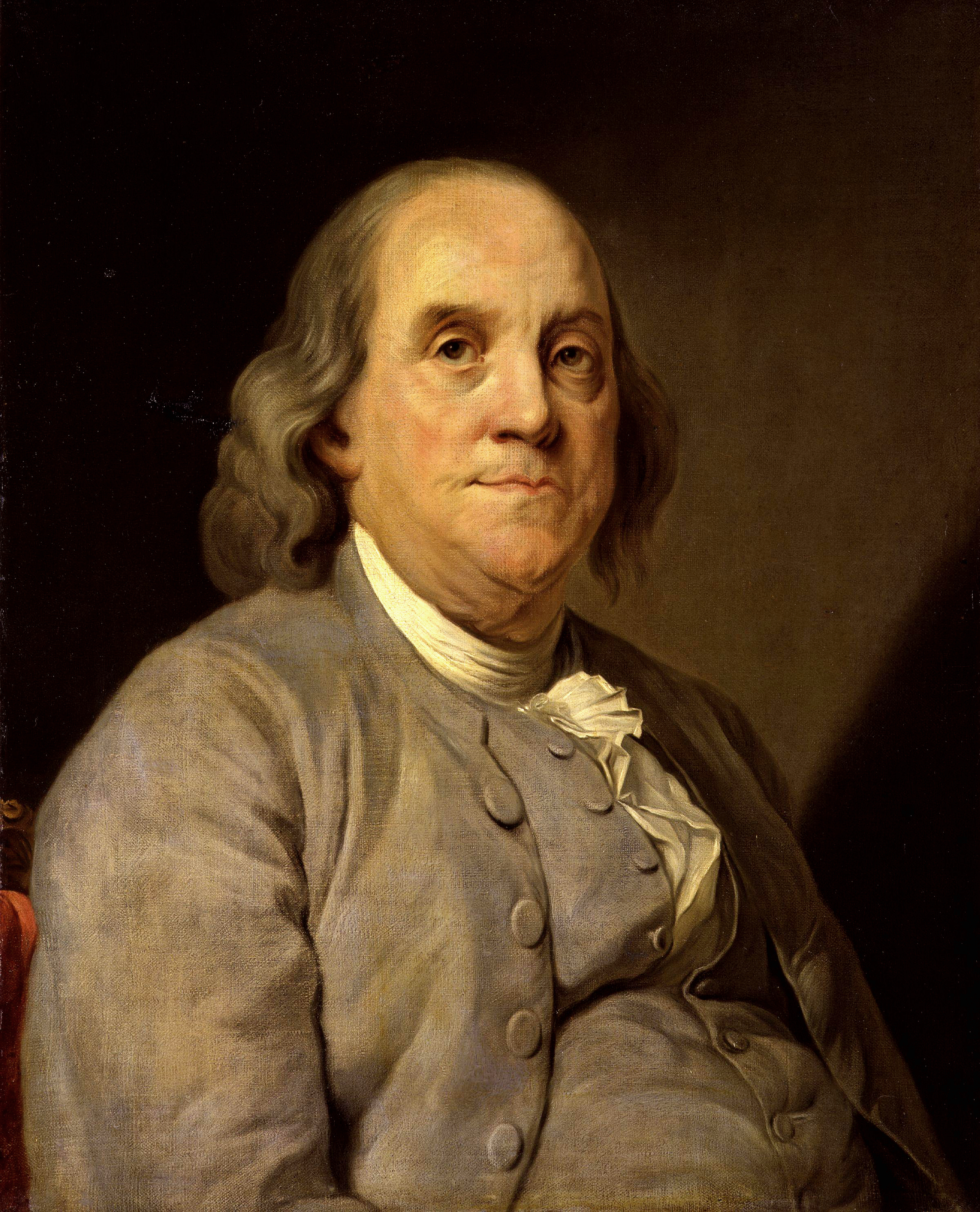
Benjamin Franklin

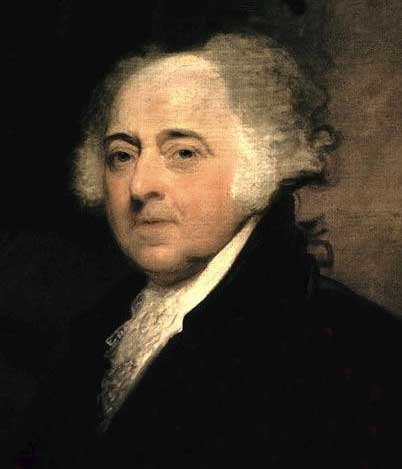
John Adams

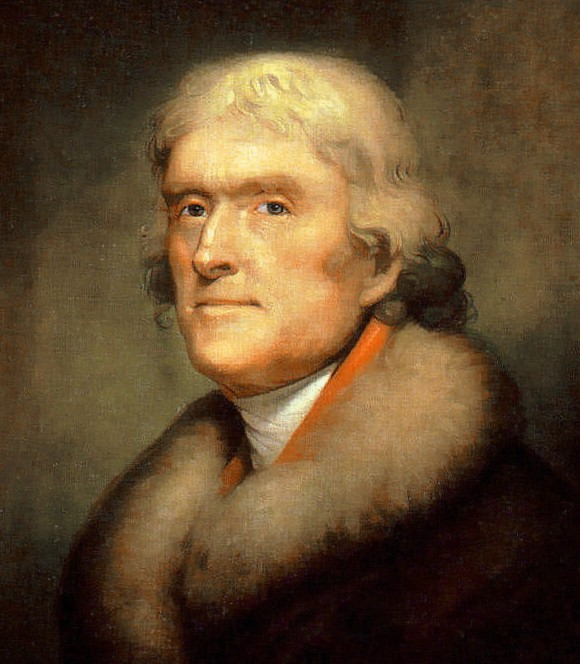
Thomas Jefferson

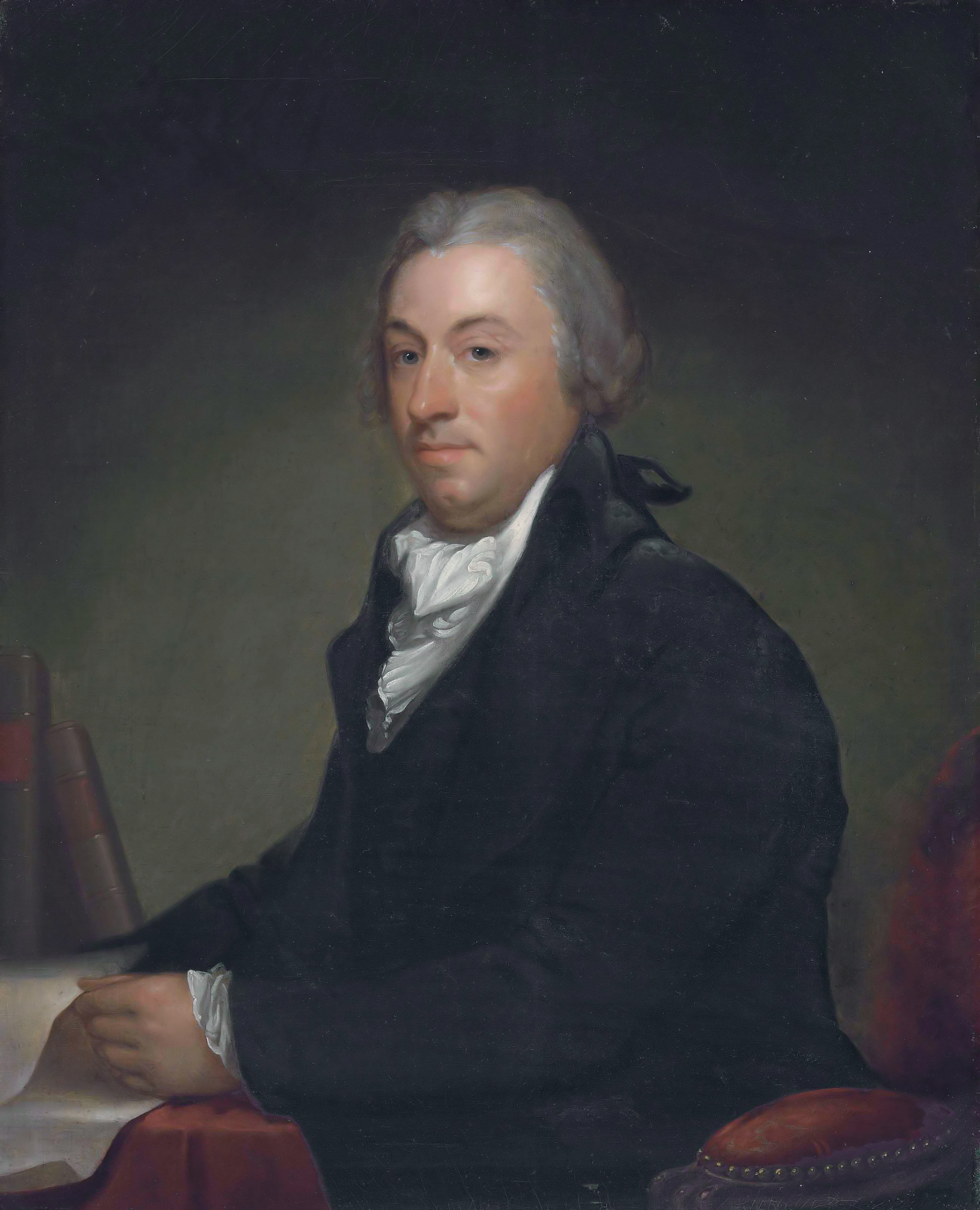
Robert R. Livingston

### Ministros na Corte de Versalhes
- Benjamin Franklin: Apontado em 14 de setembro de 1778; Apresentou credenciais em 23 de março de 1779; Término da missão em 17 de maio de 1785
- Thomas Jefferson: Apontado em 10 de março de 1785; Apresentou credenciais em 17 de maio de 1785; Término da missão em 26 de setembro de 1789
- William Short: 20 de abril de 1790 – 15 de maio de 1792
- Gouverneur Morris: 1792 – 1794

### Ministros na Primeira República (1792-1804)
- James Monroe: 1794 – 1796
- Charles Cotesworth Pinckney: 1796 – 1797
- Robert R. Livingston: 1801 – 1804

### Ministros no Primeiro Império (1804-1815)
- John Armstrong: 1804 – 1810

- Jonathan Russell: 1810 – 1811

- Joel Barlow: 1811 – 1812
- William H. Crawford: 1813 – 1815

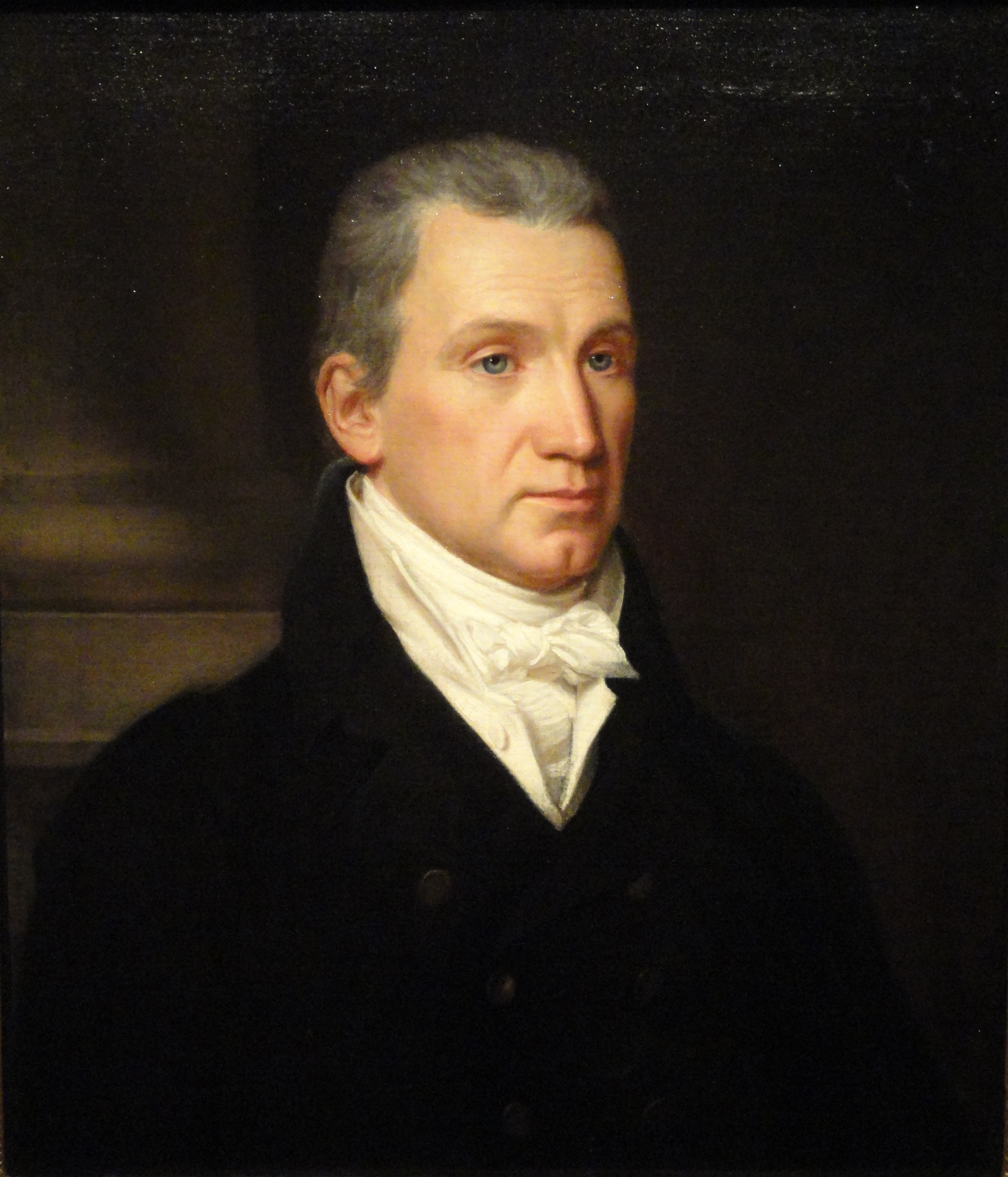
James Monroe

  - Nota: William H. Crawford foi credenciado para a Corte de Versalhes

### Ministros na França
- Albert Gallatin: 16 de julho de 1816 – 16 de maio de 1823
- James Brown: 1824 – 1829
- William Cabell Rives: 1829 – 1833
- Levett Harris: abril de 1833 – setembro de 1833
- Edward Livingston: 1833 – 1836
- Lewis Cass: 1836 – 1842
- William Rufus King: 1844 – 1846
- Richard Rush: 1847 – 1848
- Richard Rush: 1848 – 1849
- William Cabell Rives: 1849 – 1853
- John Y. Mason: 1853 – 1859
- William Lewis Dayton: 1861 – 1864
- John Bigelow: 1864 – 1866
- John Adams Dix: 1866 – 1869
- Elihu B. Washburne: 1869 – 1877
- Edward Follansbee Noyes: 1877 – 1881
- Levi P. Morton: 1881 – 1885
- Robert Milligan McLane: 1885 – 1889
- Whitelaw Reid: 1889 – 1892
- T. Jefferson Coolidge: 1893 – 1893

### Embaixadores na Terceira República
- James Biddle Eustis: 1893 – 1897[2]
- Horace Porter: 1897 – 1905
- Robert Sanderson McCormick: 1905 – 1907
- Henry White: 1907 – 1909
- Robert Bacon: 1909 – 1912
- Myron T. Herrick: 1912 – 1914
- William Graves Sharp: 1914 – 1919

Hugh Campbell Wallace: 1919 – 1921
- Myron T. Herrick: 1921 – 1929
- Walter Evans Edge: 1929 – 1933
- Jesse Isidor Straus: 1933 – 1936
- William Christian Bullitt: 1936 – 1940
- William Daniel Leahy: 1941 – 1942
  - Após a saída de Leahy, Somerville Pinkney Tuck serviu como encarregado de negócios interino até que a França rompeu relações diplomáticas com os Estados Unidos em 8 de novembro de 1942, a data da Operação Tocha

### Embaixadores na Quarta República
- Jefferson Caffery: 30 de dezembro de 1944 – 1949
  - A embaixada em Paris foi aberta ao público em 1 de dezembro de 1944, com o embaixador Caffery no comando, aguardando a apresentação de sua carta de credencial.
- David Kirkpatrick Este Bruce: 1949 – 1952
- James Clement Dunn: 1952 – 1953
- C. Douglas Dillon: 1953 – 1957
- Amory Houghton: 1957 – 1961

- James M. Gavin: 1961 – 1962

### Embaixadores na Quinta República
- Charles E. Bohlen: 1962 – 1968
- Sargent Shriver: 1968 – 1970
- Arthur K. Watson: 1970 – 1972
- John N. Irwin, II: 1973 – 1974
- Kenneth Rush: 1974 – 1977
- Arthur Adair Hartman: 1977 – 1981
- Evan Griffith Galbraith: 1981 – 1985
- Joe M. Rodgers: 1985 – 1989
- Walter Curley: 1989 – 1993
- Pamela Harriman: 1993 – 1997
- Felix Rohatyn: 1997 – 2000
- Howard H. Leach: 2001 – 2005
- Craig Roberts Stapleton: 2005 – 2009
- Charles Rivkin: 2009 – 2013[3]
  - Mark A. Taplin (ad interim): 2013 – 2014
- Jane Dorothy Hartley: 31 de outubro de 2014 – 2017 
  - Uzra Zeya (Chargé d'affaires): 2017
  - Brent Hardt (Chargé d'affaires): 2017
- Jamie McCourt: 2017 – 2021